# Gunther Hartmann

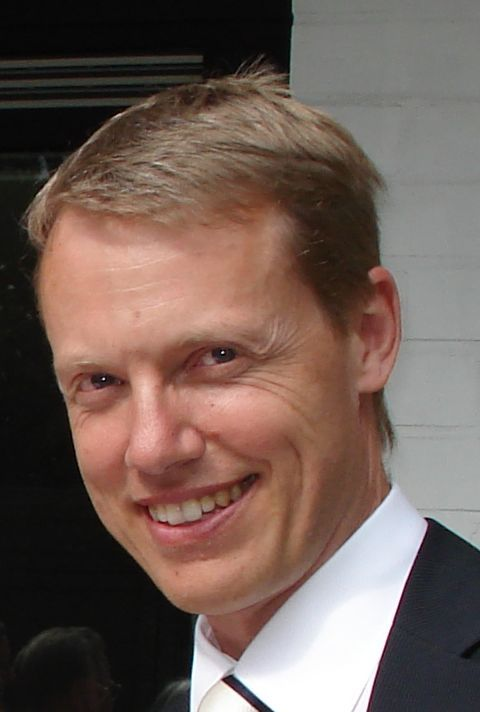
Gunther Hartmann, November 2009

Gunther Hartmann (* 7. Dezember 1966 in Leutkirch) ist ein deutscher Mediziner und seit 2007 Professor für Klinische Chemie und Klinische Pharmakologie am Universitätsklinikum der Universität Bonn.

## Leben
1986 absolvierte Hartmann sein Abitur am Salvator-Kolleg in Bad Wurzach. Zwischen 1986 und 1993 studierte er Medizin an der Universität Ulm. Er promovierte 1994 in der Abteilung Klinische Genetik der Universität Ulm. Ab 1993 war er Assistenzarzt der Medizinischen Klinik Innenstadt (Peter Scriba), der Ludwig-Maximilians-Universität München. 1998/99 folgte ein Forschungsaufenthalt als Postdoktorand im Labor von Arthur Krieg am Department of Internal Medicine, University of Iowa, USA.
2001 erfolgte die Habilitation an der Abteilung für Klinische Pharmakologie (Stefan Endres) der Medizinischen Klinik Innenstadt in München. 2005 übernahm er die Leitung der Abteilung für Klinische Pharmakologie und 2007 den Lehrstuhl für Klinische Chemie und Klinische Pharmakologie mit Zentrallabor und Studienzentrale am Universitätsklinikum Bonn. Seit 2008 ist er Leiter der Forschungskommission Bonfor der Medizinischen Fakultät Bonn. 2009 wurde er in den Gutachterausschuss „Krebstherapie-Studien“ der Deutschen Krebshilfe berufen. Seit 2010 ist er Sprecher des Exzellenzclusters „ImmunoSensation“, das seit November 2012 von der DFG gefördert wird. Von 2011 bis 2012 war er Präsident der internationalen „Oligonucleotide Therapeutic Society“. 2013 wurde er zum Mitglied der Nationalen Akademie der Wissenschaften Leopoldina gewählt. Er ist Gründer der Rigontec GmbH, einer Ausgründung am Universitätsklinikum Bonn. Die Rigontec entwickelt Oligonukleotid-Liganden für RIG-I zur Therapie von Tumoren und Virusinfektionen. Rigontec wurde 2017 von Merck & Co. übernommen.

## Forschungsschwerpunkte
Der wissenschaftliche Schwerpunkt liegt im Gebiet der Immunologie. Während das erworbene Immunsystem in erster Linie auf die Erkennung der Substanzklasse der Proteine ausgerichtet ist, basiert die Erkennung von fremdartigen Nukleinsäuren auf der Erkennung durch angeborene Rezeptoren. Dieses Forschungsgebiet, die Immunerkennung von Nukleinsäuren, ist seit mehr als 17 Jahren der wissenschaftliche Schwerpunkt von Hartmann. Seine Arbeit dazu wurde 2012 mit dem Gottfried-Wilhelm-Leibniz-Preis ausgezeichnet.
Die Gruppe um Hartmann hat zum Verständnis von mehreren verantwortlichen Immunrezeptoren für die Immunerkennung und Abwehr von Viren und intrazellulären Bakterien, für die Immunabwehr von Tumoren und für die Entstehung von Autoimmunerkrankungen beigetragen. 1996 wurde beobachtet, dass kurzkettige DNA-Oligonukleotide zu einer Aktivierung des Immunsystems führen. 1999 wurde das molekulare Muster (sog. CpG-Motiv) identifiziert, über das mikrobielle DNA durch das humane Immunsystem erkannt wird (Erkennung von CpG-DNA über Toll-like Rezeptor 9, TLR9).
Es folgten Arbeiten zum Wirkprinzip von CpG-Oligonukleotiden, dass beim Menschen neben der B-Zelle nur eine weitere Zelle, die sogenannte plasmazytoide dendritische Zelle, den verantwortlichen Rezeptor TLR9 exprimiert und die immunologische Wirkung bestimmt. CpG-DNA war der erste molekular definierte Stimulus zur Aktivierung der plasmazytoiden dendritischen Zelle. Es wurde die Einteilung von CpG-Oligonukleotiden in CpG-Klassen etabliert (CpG-A, CpG-B und CpG-C) und über die molekularen Mechanismen und die immunologische Wirkung von CpG-Oligonukleotiden. Das gemeinsam mit Arthur Krieg erstpublizierte Oligonukleotid ODN 2006 wurde von Coley Pharmaceuticals klinisch weiterentwickelt und befindet sich derzeit in Phase III der klinischen Prüfung für die Immuntherapie von Tumoren.
Mit der Beobachtung der Immunerkennung von RNA im Jahr 2005 wurde gezeigt, dass siRNA (Small interfering RNA) über einen weiteren Toll-like Rezeptor, TLR7, sequenzabhängig erkannt wird und diese Erkennung zu einer antiviralen Immunantwort mit Produktion von IFN-alpha führt. Dies ermöglicht die Identifizierung von RNA-Motiven, die über TLR7 erkannt werden und die Entwicklung von immunstimulatorischen Oligonukleotiden mit neuen Wirkprofilen. In Kombination mit der Technologie der siRNA (gene silencing) eröffnet sich hier ein neues Feld von Oligonukleotid-Therapeutika für die klinische Entwicklung.
Im Bereich der Immunerkennung von DNA wurden durch die Gruppe um Hartmann Beiträge zur Identifizierung und molekularen Charakterisierung des cGAS-STING Signalwegs geleistet. Dieser neue Signalweg der DNA-Erkennung erklärt die Ausbildung von Autoimmunerkrankungen wie den Lupus erythematodes, bei dem es infolge von Sonneneinstrahlung zu einem Schmetterlingserythem kommen kann.
Diese wissenschaftliche Thematik wird im Kontext des DFG Exzellenzclusters ImmunoSensation weiter bearbeitet, die Hartmann als Sprecher leitet, sowie im Deutschen Zentrum für Infektionsforschung (DZIF) der Helmholtz-Gemeinschaft. Das vom Bundesministerium für Bildung und Forschung (BMBF) von 2010 bis 2014 in der Gründungsoffensive Biotechnologie geförderte Projekt „RNA Therapeutika“ hat zum Ziel, einen Liganden zur Aktivierung von RIG-I für die Therapie des Melanoms zu entwickeln, und führte 2014 zur Ausgründung der Rigontec. Dieses Projekt hat 2013 den 3. Platz im Science4Life Wettbewerb gewonnen.

## Auszeichnungen
- 2000 „Young Master“ der Deutschen Gesellschaft für Hämatologie und Onkologie
- 2000 Paul-Martini-Preis
- 2004 Georg Heberer Award, Chiles Foundation, Portland
- 2004 Ludwig Heilmeyer Award
- 2004 Biofuture Award des Bundesministeriums für Bildung und Forschung[26]
- 2007 Wilhelm-Vaillant-Preis für Medizinforschung[27]
- 2009 GO-Bio-Preis des Bundesministeriums für Bildung und Forschung
- 2011 Dr.-Friedrich-Sasse-Medaille in Gold der Berliner Medizinischen Gesellschaft
- 2012 Gottfried-Wilhelm-Leibniz-Preis[9]
- 2013 Mitglied der Deutschen Akademie der Naturforscher Leopoldina[4]
- 2019 Mitglied der Henry Kunkel Society